# جاك برانين
كان جون باتريك «جاك، دكتور» برانين (13 سبتمبر 1874-25 أكتوبر 1964) لاعبًا كنديًا للهوكي على الجليد كان نشطًا في أواخر تسعينيات القرن التاسع عشر وأوائل القرن العشرين. لعب برانين دور العربة الجوالة، وهو موقع بين الدفاع والهجوم، لمونتريال شامروك في AHAC و CAHL بين عامي 1896 و1901. وفاز بكأس ستانلي مع شامروك، في عامي 1899 و1900. لعب برانين أيضًا مع شامروك في سلسلة تحدي كأس ستانلي في عام 1901، لكن الفريق خسر أمام وينيبيج فيكتورياس.
ولد برانين في كينمور، أونتاريو عام 1874. بعد مسيرته المهنية في هوكي الجليد، انتقل إلى شمال نيويورك حيث عمل كطبيب، على الرغم من أنه عمل أحيانًا كحكم في ألعاب الهوكي في مونتريال. وتوفي عام 1964 عن 90 عامًا.